# Amtsgericht Insterburg
Das Amtsgericht Insterburg war ein preußisches Amtsgericht mit Sitz in Insterburg, Ostpreußen.

## Geschichte
Das königlich preußische Amtsgericht Insterburg wurde mit Wirkung zum 1. Oktober 1879 als eines von sechs Amtsgerichten im Bezirk des Landgerichtes Insterburg im Bezirk des Oberlandesgerichtes Königsberg gebildet. Der Sitz des Gerichtes war Insterburg. Aufgehoben wurde das Kreisgericht Insterburg. Sein Gerichtsbezirk umfasste den Kreis Insterburg. Am Gericht bestanden 1888 sechs Richterstellen. Das Amtsgericht war damit das größte Amtsgericht im Landgerichtsbezirk. Gerichtstage wurden in Norkitten gehalten.
Im Jahre 1945 wurden der Amtsgerichtsbezirk unter sowjetische Verwaltung gestellt und die deutschen Einwohner vertrieben. Damit endete auch die Geschichte des Amtsgerichtes Insterburg. 